# Filippo di Lussemburgo
Filippo di Lussemburgo (Francia, 1445 – Le Mans, 2 giugno 1519) è stato un cardinale e vescovo cattolico francese, noto come il Cardinal di Le Mans o anche il Cardinal di Lussemburgo.

## Biografia
Membro della famiglia reale, era figlio dello pseudo-cardinale Tebaldo di Lussemburgo; era, inoltre, nipote del cardinale Luigi di Lussemburgo  e pronipote del cardinale Pietro di Lussemburgo. Suo nipote Luigi di Borbone-Vendôme divenne in seguito cardinale.
Avviato alla carriera ecclesiastica fin da ragazzo, divenne presbitero nella diocesi di Arras. Il 4 novembre 1476 divenne vescovo di Le Mans, succedendo proprio al padre, che si era dimesso proprio per favorirne l'elezione. A sua volta si dimise il 27 gennaio 1507 in favore del nipote Francesco di Lussemburgo, ma la diocesi gli fu nuovamente affidata il 5 settembre 1509 in seguito alla morte del nipote e mantenne la sede fino alla morte. Nel 1477 inviò una richiesta ai canonici del capitolo della Cattedrale di Terracina per ottenere i resti mortali del loro vescovo, suo padre, e poterli trasferire a Le Mans e tumularli nella locale cattedrale; la richiesta fu accolta. Il 10 settembre 1478 tramite un procuratore fece una visita ad limina. Partecipò agli Stati di Tours nel 1483. Su richiesta di suo cugino re Carlo VIII di Francia fu promosso al cardinalato.

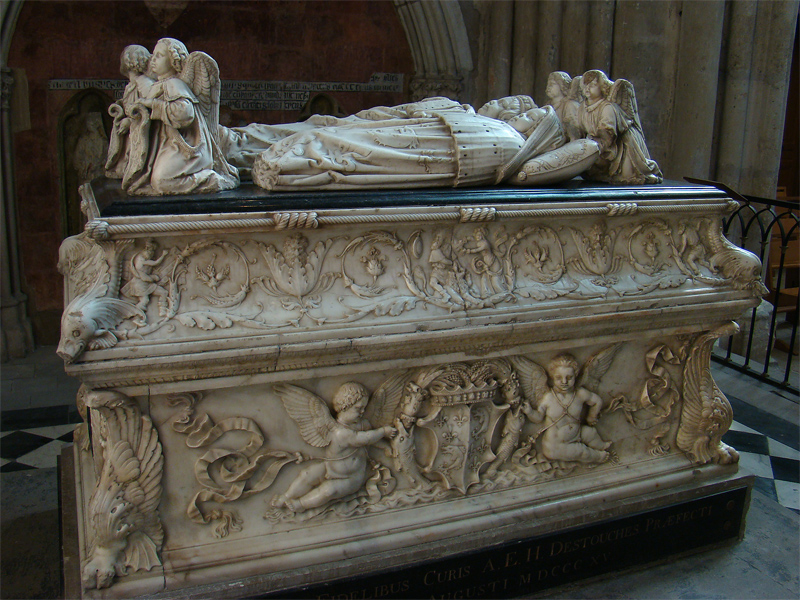
Tomba del delfino Carlo Orlando, nella Cattedrale di Tours

Papa Alessandro VI lo elevò al rango di cardinale nel concistoro del 21 gennaio 1495; il papa gli inviò poco dopo la berretta cardinalizia con il titolo dei Santi Marcellino e Pietro. Nel 1495 a Tours officiò il funerale di Carlo Orlando, figlio di re Carlo VIII, morto a soli tre anni.
Il 3 febbraio 1496 chiese ufficialmente che gli fosse assegnata anche la sede di Terouanne; la sua richiesta fu fortemente sostenuta dal re. Il papa ritardò la sua decisione fino al 12 novembre 1498, perché era preoccupato per l'accumulo di ricavi da più sedi, ed inoltre anche Antoine de Créqui aspirava a quella nomina. Filippo riuscì a mantenere la sede di Le Mans e riuscì a prendere possesso di persona della nuova sede il 31 maggio 1502. Diede le dimissioni da vescovo di Terouanne a favore di François de Melun, suo zio e padrino, il 26 novembre 1516.
Nel 1498 fu uno dei legati a latere per giudicare la causa di annullamento del matrimonio tra re Luigi XII e Giovanna di Valois.

## Successione apostolica
La successione apostolica è:
- Vescovo Francesco di Lussemburgo (1507)
- Cardinale Jean d'Orléans-Longueville (1517)
- Cardinale Luigi di Borbone-Vendôme (1517)

## Ascendenza
|                                      |                    |                                    | Genitori                    |  |  | Nonni |  |  | Bisnonni                             |  |  | Trisnonni                      |  |
|                                      |                    |                                    |                             |  |  |       |  |  | 8. Giovanni di Lussemburgo-Saint-Pol |  |  | 16. Guido di Lussemburgo-Ligny |  |
|                                      |                    |                                    |                             |  |  |       |  |  | 8. Giovanni di Lussemburgo-Saint-Pol |  |  | 16. Guido di Lussemburgo-Ligny |  |
|                                      |                    | 17. Matilde di Châtillon           |                             |  |  |       |  |  | 8. Giovanni di Lussemburgo-Saint-Pol |  |  |                                |  |
| 4. Pietro I di Lussemburgo-Saint Pol |                    |                                    |                             |  |  |       |  |  | 8. Giovanni di Lussemburgo-Saint-Pol |  |  |                                |  |
|                                      |                    | 9. Margherita d'Enghien            | 18. Luigi d'Enghien         |  |  |       |  |  |                                      |  |  |                                |  |
|                                      |                    | 9. Margherita d'Enghien            | 18. Luigi d'Enghien         |  |  |       |  |  |                                      |  |  |                                |  |
|                                      |                    | 9. Margherita d'Enghien            | 19. Giovanna Sanseverino    |  |  |       |  |  |                                      |  |  |                                |  |
| 2. Tebaldo di Lussemburgo            |                    | 9. Margherita d'Enghien            |                             |  |  |       |  |  |                                      |  |  |                                |  |
|                                      |                    | 10. Francesco I del Balzo          | 20. Bertrando III del Balzo |  |  |       |  |  |                                      |  |  |                                |  |
|                                      |                    | 10. Francesco I del Balzo          | 20. Bertrando III del Balzo |  |  |       |  |  |                                      |  |  |                                |  |
|                                      |                    | 10. Francesco I del Balzo          | 21. Margherita d'Aulnay     |  |  |       |  |  |                                      |  |  |                                |  |
| 5. Margherita del Balzo              |                    | 10. Francesco I del Balzo          |                             |  |  |       |  |  |                                      |  |  |                                |  |
|                                      |                    | 11. Sveva Orsini                   | 22. Niccolò Orsini          |  |  |       |  |  |                                      |  |  |                                |  |
|                                      |                    | 11. Sveva Orsini                   | 22. Niccolò Orsini          |  |  |       |  |  |                                      |  |  |                                |  |
|                                      |                    | 11. Sveva Orsini                   | 23. Giovanna di Sabrano     |  |  |       |  |  |                                      |  |  |                                |  |
| 1. Filippo di Lussemburgo            |                    | 11. Sveva Orsini                   |                             |  |  |       |  |  |                                      |  |  |                                |  |
|                                      | 12. Ugo I di Melun | 24. Giovanni I di Melun            |                             |  |  |       |  |  |                                      |  |  |                                |  |
|                                      | 12. Ugo I di Melun | 24. Giovanni I di Melun            |                             |  |  |       |  |  |                                      |  |  |                                |  |
|                                      | 12. Ugo I di Melun | 25. Isabella d'Antoing             |                             |  |  |       |  |  |                                      |  |  |                                |  |
| 6. Giovanni IV di Melun              | 12. Ugo I di Melun |                                    |                             |  |  |       |  |  |                                      |  |  |                                |  |
|                                      |                    | 13. Beatrice di Beaumont-Beaussart | 26. Roberto de Beaussart    |  |  |       |  |  |                                      |  |  |                                |  |
|                                      |                    | 13. Beatrice di Beaumont-Beaussart | 26. Roberto de Beaussart    |  |  |       |  |  |                                      |  |  |                                |  |
|                                      |                    | 13. Beatrice di Beaumont-Beaussart | 27. Laura di Mauvoisin      |  |  |       |  |  |                                      |  |  |                                |  |
| 3. Filippina di Melun                |                    | 13. Beatrice di Beaumont-Beaussart |                             |  |  |       |  |  |                                      |  |  |                                |  |
|                                      |                    | 14. Edmondo d'Abbeville            | 28. Luigi d'Abbeville       |  |  |       |  |  |                                      |  |  |                                |  |
|                                      |                    | 14. Edmondo d'Abbeville            | 28. Luigi d'Abbeville       |  |  |       |  |  |                                      |  |  |                                |  |
|                                      |                    | 14. Edmondo d'Abbeville            | 29. Giovanna d'Eudin        |  |  |       |  |  |                                      |  |  |                                |  |
| 7. Giovanna d'Abbeville              |                    | 14. Edmondo d'Abbeville            |                             |  |  |       |  |  |                                      |  |  |                                |  |
|                                      |                    | 15. Giovanna di Rely               | 30. Colardo di Rely         |  |  |       |  |  |                                      |  |  |                                |  |
|                                      |                    | 15. Giovanna di Rely               | 30. Colardo di Rely         |  |  |       |  |  |                                      |  |  |                                |  |
|                                      |                    | 15. Giovanna di Rely               | 31. Caterina di Wavrin      |  |  |       |  |  |                                      |  |  |                                |  |
|                                      |                    | 15. Giovanna di Rely               |                             |  |  |       |  |  |                                      |  |  |                                |  |